# アック・バン・ルーイエン
アック・バン・ルーイエン（Ack van Rooyen、1930年1月1日 - 2021年11月18日）は、オランダのジャズ・トランペット奏者、フリューゲルホルン奏者。ジェリー・バン・ルーイエンの弟である。
バン・ルーイエンは10代の頃から軍楽隊で演奏を始め、インドネシアの基地をツアーした。その後、ハーグ王立音楽院で音楽を学び、1950年に卒業。それからは、エルンスト・ファン・ト・ホフとその弟と共に活動した。1955年から1957年までザ・ランブラーズ（The Ramblers）で演奏した後、1957年にフランスに移住し、エメ・バレリ、ケニー・クラーク、ラッキー・トンプソン、バルネ・ウィランらと共演した。1960年にはドイツに移住し、兄と共にゼンダー・フライス・ベルリンにてビッグバンドで演奏する傍ら、ハンス・コラー、ベルト・ケンプフェルト、オキ・ペルソンらと活動した。1967年にはシュトゥットガルトに定住し、フォルカー・クリーゲル、チャーリー・アントリーニ、フリードリヒ・グルダ、スライド・ハンプトン、エバーハルト・ウェーバーといった音楽家たちと共演した。また、この時期には広くツアーも行った。
1980年にオランダへと戻り、最終的には母校であるオランダ王立音楽院で教育者としての職に就いた。
2021年11月18日、91歳で亡くなった。